# Feurs
Feurs este o comună în departamentul Loire din sud-estul Franței. În 2009 avea o populație de 7.741 de locuitori.

## Evoluția populației
| An        | 1975  | 1982  | 1990  | 1999  | 2006  | 2009  |
| --------- | ----- | ----- | ----- | ----- | ----- | ----- |
| Populație | 8.017 | 8.012 | 7.803 | 7.669 | 7.380 | 7.741 |